# 馬悅然
馬悅然（瑞典語：Nils Göran David Malmqvist，1924年6月6日—2019年10月17日），瑞典汉学家、瑞典學院院士、諾貝爾文學獎評審委員。

## 生平
1924年，马悦然出生于瑞典南部的延雪平。
1946年，馬悅然考入斯德哥尔摩大学，做了瑞典学者高本汉的学生，1946年跟随老师高本汉学习古汉语和中国音韵学。
1948年来到中国四川做方言调查，1949年到中国西南，过塔尔寺，拜见活佛和班禅额尔德尼。
1950年代马悦然曾一度在瑞典驻中国大使馆任文化专员。
反右运动时期，马悦然在中国工作，目睹了这场政治文化风暴，他说：“杨绛女士的《干校六记》，钱锺书的《小引》和李锐的《无风之树》给我的印象非常深。这三个文本帮助我了解十年浩劫给我的第二祖国带来的不幸。”
1958年，他離開中國前往教書。
1964年，回到瑞典。历任斯德哥尔摩大学东方语言学院中文系汉学教授和系主任，欧洲汉学协会会长。
1985年，马悦然当选为瑞典学院院士。
2019年10月17日，马悦然在家中离世，享年95岁。

## 貢獻
馬悅然是諾貝爾文學獎評委中唯一精通中文的評委，他曾翻譯過《诗经》、《春秋繁露》、《西遊記》、《水滸傳》、《辛棄疾詞》、《道德经》等中国古典著作，亦翻譯了鲁迅、高行健、沈從文以及北岛的诗歌和李锐的小说等當代中文作品，致力于提升中國文學在國際的地位。

## 观点
- 2004年，在被问道“中国人为什么至今没有拿到诺贝尔文学奖，难道中国文学和中国作家真落后于世界么？”时，马悦然说：“中国的好作家好作品多得是，但好的翻译太少了！……如果上个世纪20年代有人能够翻译《彷徨》、《呐喊》，鲁迅早就得奖了。但鲁迅的作品只到30年代末才有人译成捷克文，等外文出版社推出杨宪益的英译本，已经是70年代了，鲁迅已不在人世。而诺贝尔奖是不颁给已去世的人的。”[7]

- 1987年和1988年，沈从文两次被提名为诺贝尔文学奖候选人，1988年瑞典诺贝尔文学奖准备颁发给沈从文，1988年的5月10日，龙应台打电话告诉马悦然沈从文过世的消息，马悦然给中国驻瑞典大使馆文化秘书打电话确认消息，又给他的好友文化记者李辉打电话询问消息，最终确认沈从文过世了。[8]马悦然屡次想说服瑞典学院破例把诺奖授予死去的人，最后一次使出浑身解数劝说无效后，他哭着离开了会场。[9]

## 家庭
馬悅然第一任妻子是中国大陆籍陈宁祖，1996年陈宁祖去世。1998年馬悅然與相差43歲的臺灣《中國時報》記者陳文芬相识，2006年在瑞典小島上舉行露天婚禮。

## 作品
- 《另一种乡愁》，2002年，聯合文學，ISBN 9575223985；2004年，三联书店，ISBN 9787108020031。
- 《俳句一百首》，2002年，聯合文學，ISBN 9575223985；2004年，廣西師範大學出版社，ISBN 7563346368。
- 《我的老師高本漢：一位學者的肖像》，2009年，吉林出版集團，ISBN 9575223985。

## 相關人物
- 高本汉（瑞典汉学家，馬悅然的老師）
- 罗多弼（瑞典汉学家，馬悅然的學生）